# Metropolitankirche St. Georg (Nazareth)
Die Metropolitankirche St. Georg (arabisch كَنِيسَة الْمِتْرُوبُولِيتِيَّة الْقِدِّيس جِيْوُرْجِيُوس النَّاصِرَةُ, DMG Kanīsat mitrūbūlītiyya al-Qiddīs Ǧīwurǧiyūs al-Nāṣira; griechisch ῾Ιερός Μητροπολιτικός Ναός ῾Αγίου Γεωργίου Ierós Mitropolitikós Naós Agíou Georgíou, hebräisch כְּנֵסִיַּת גֵּאוֹרְגִּיוֹס הַקָּדוֹשׁ הַמֶּטְרוֹפּוֹלִית Knessijjat Geʾōrgijōs haQadōsch haMeṭrōpōlīt) in Nazareth, Israel, ist die Kirche des Metropoliten der Metropolie Nazareth. 

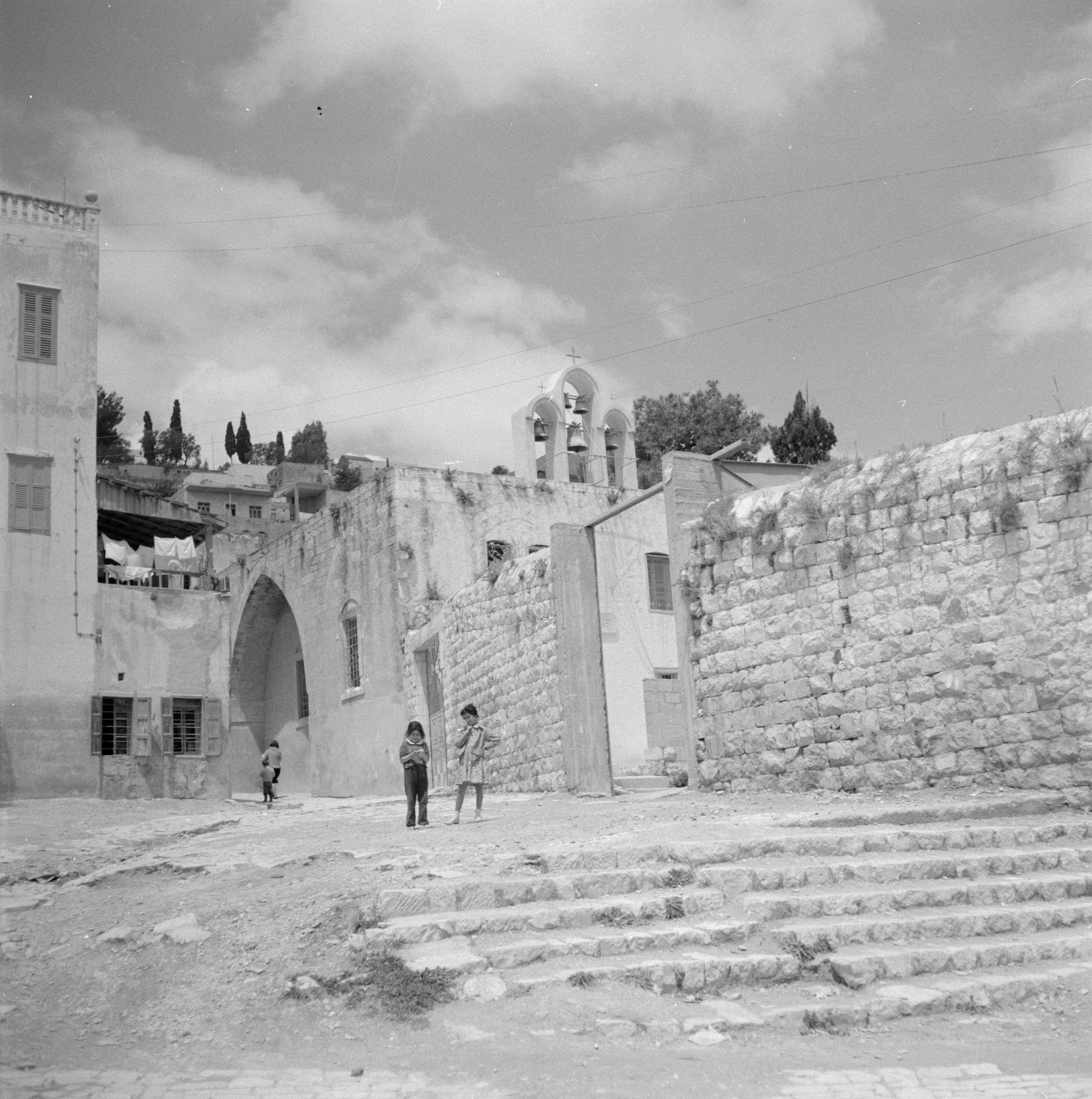
Blick von der Sāḥat al-ʾAsquf zur Glockenarkade der Kirche, davor das Westtor zum Dair al-Muṭrāniyya, 1948

Die galiläische Metropolie ist eine der griechisch-orthodoxen Diözesen in Israel, ihr Metropolit der ranghöchste christliche Geistliche in Nazareth. Dieser wiederum ist Suffragan des griechischen Patriarchen von Jerusalem. Metropolit Niphon (griechisch Νήφων) ließ die Kirche im 19. Jahrhundert errichten. Unter den nazarenischen Christen sind die Griechisch Orthodoxen die zweitgrößte Gruppe mit einem Anteil von 30 % nach den Katholiken verschiedener Richtungen mit 60 %. 

## Lage

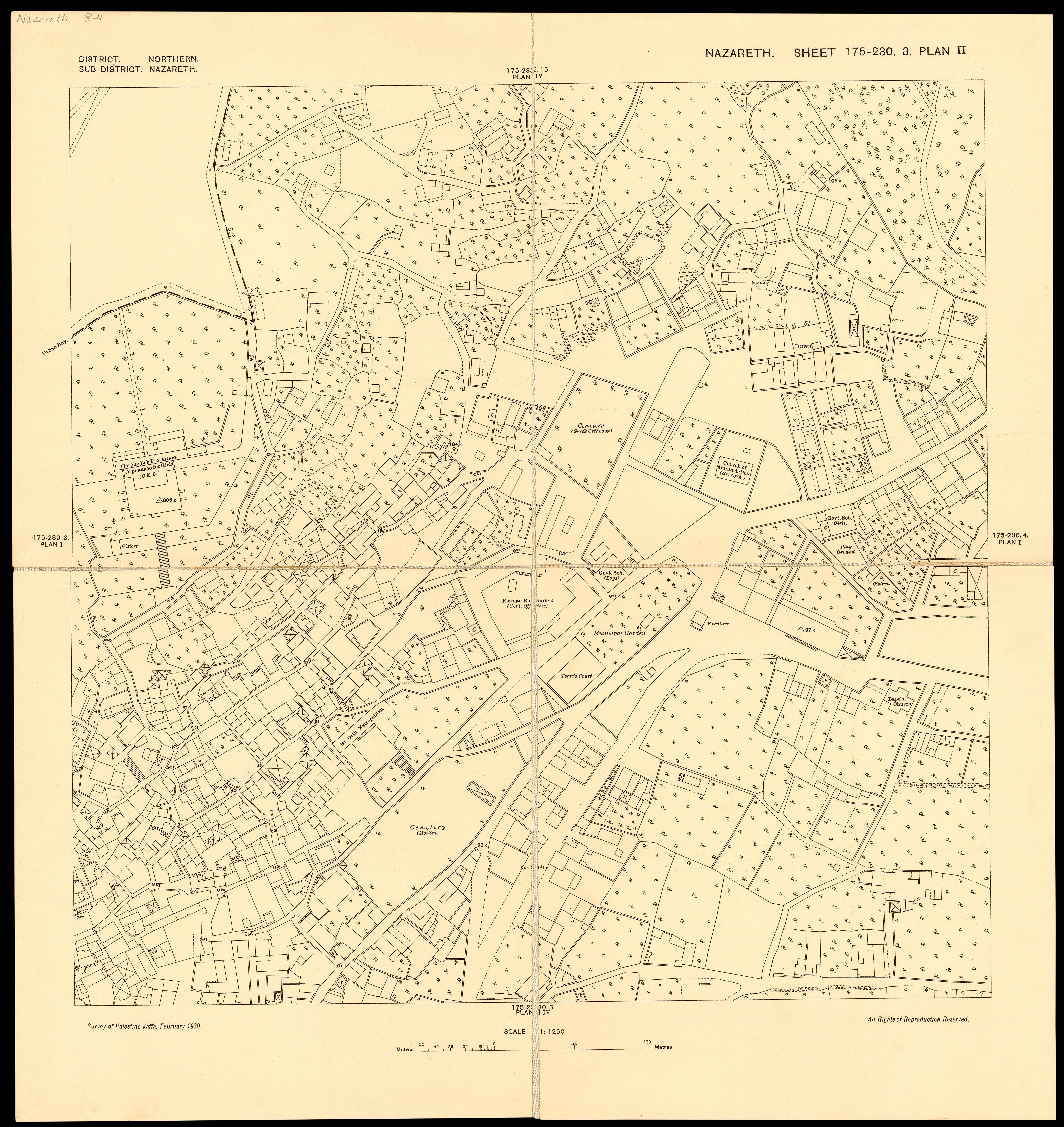
Dair al-Muṭrāniyya im Quadranten unten links etwas rechts der Mitte, Stadtplan von 1930

Die Metropolitankirche ist Teil des ummauerten Hofs des Metropolitenpalais (arabisch دير المطرانيّة, DMG Dair al-Muṭrāniyya ‚Gebäude/Konvent der Metropolie‘, auch قصر المطران, DMG Qaṣr al-Muṭrān ‚Kastell des Metropoliten‘). Der Dair al-Muṭrāniyya umfasst Gebäude, die um einen etwa quadratischen Innenhof von 20 Metern Seitenlänge gruppiert sind. Die Westseite nimmt die Metropolitankirche ein, im Nord- und Ostflügel befinden sich Amts- und Wohnräume. Die Südseite nimmt ein überdachtes Felsplateau ein, in dem sich die Höhlen al-Qalāya befinden.

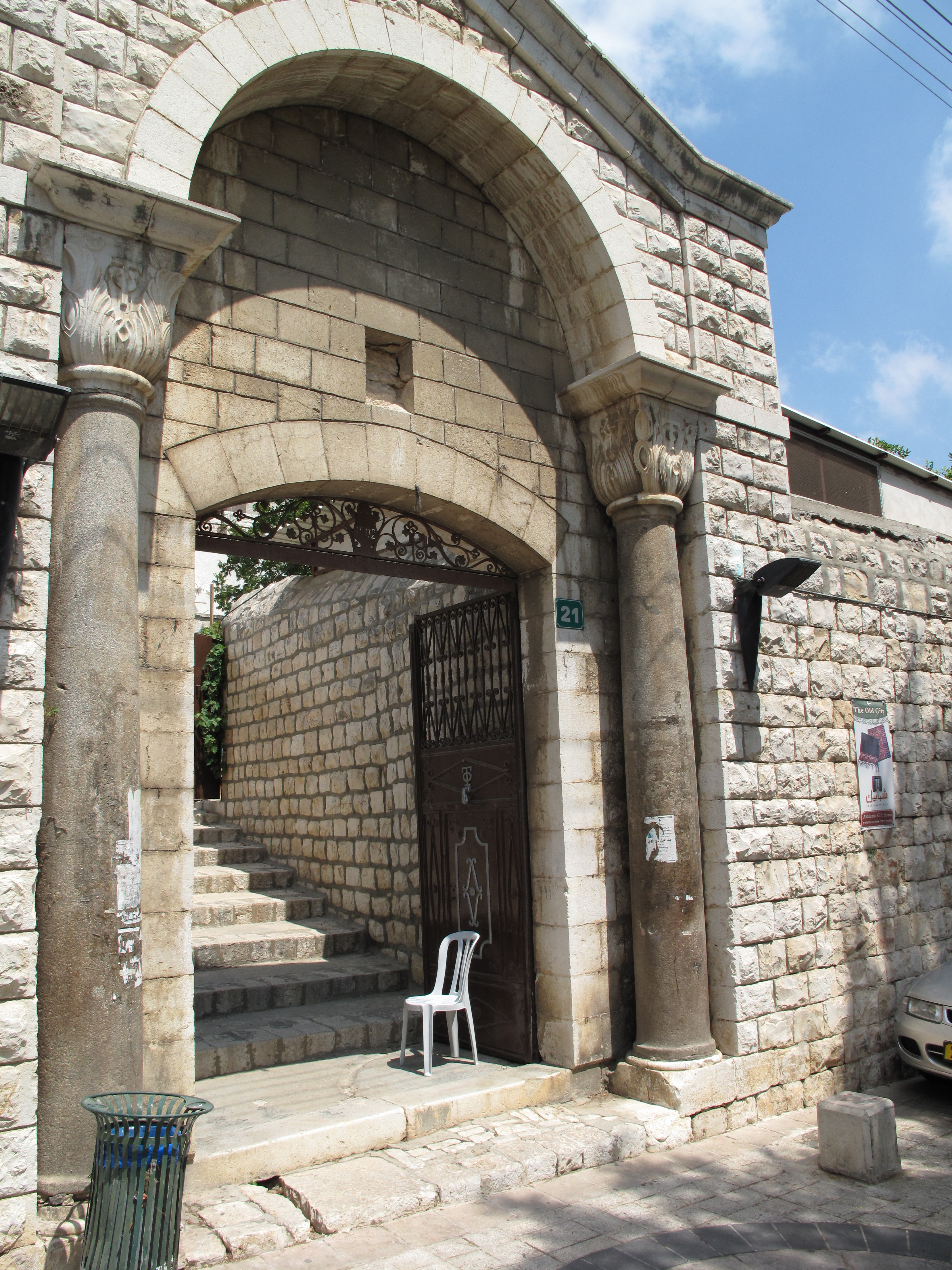
Südtor von der Straße 6089 zum Dair al-Muṭrāniyya, 2011

Das Gelände des Dair al-Muṭrāniyya fällt im Bereich des Höhlenkomplexes nach Süden stark ab. An der Ostseite der Höhlen besteht eine breite Freitreppe hinab zur Straße 6089. Der Abgang zu den Höhlen zweigt östlich von der Freitreppe ab. Zur Straße 6089, die südlich die Höhlen passiert, verschließt die Freitreppe ein verziertes Tor von 1902 mit der Hausnummer 21 und einem Taphos (), dem Symbol der orthodoxen Bruderschaft vom Heiligen Grabe (griechisch Ιερά Αγιοταφιτική Αδελφότητα). Von Westen besteht ein weiterer Zugang direkt neben der Metropolitankirche. An ihrer Westseite erstreckt sich die ساحة الأسقف / Sāḥat al-ʾAsquf / ‚Platz des Bischofs‘ (hebräisch כִּכָּר הַבִּישׁוֹף Kikkar haBīschōf), ein innenhofartiger Platz. Vom Dair al-Muṭrāniyya sind es 350 Meter nordostwärts zur gr.-orth. Wallfahrtskirche der Verkündigung an die Theotokos und 500 Meter südwärts zur röm.-kath. Verkündigungsbasilika.

## Geschichte
Der Metropolit Niphon (griechisch Νήφων, arabisch نيفون) der Metropolie Nazareth (arabisch مطرانية الناصرة, DMG Muṭrāniyyat al-Nāṣira) ließ von 1860 bis 1863 den Dair al-Muṭrāniyya auf den Ruinen eines byzantinischen Klosters erbauen. Die Metropolitankirche wurde 1863 fertig gestellt und Niphon weihte sie Georg dem Siegreichen von Lod. In dem Komplex des Dair al-Muṭrāniyya fand man 1867 zwei fein in Stein ausgearbeitete Kopfskulturen von je 18 Zoll Höhe, die vermutlich aus einer Kirche der Kreuzfahrerzeit stammen.
Im Zuge des Baus des Komplexes entdeckten Bauleute die Bedeutung der Höhlen al-Qalāya (الْقَلَايَةِ, griechisch Κελλιά Kellia, deutsch ‚Zellen‘) als frühchristliche Katakomben, wohin sich Christen des 1. Jahrhunderts vor römischer Verfolgung flüchteten. Eine der Höhlen, die 1863 von Schutt geräumt wurde, halten manche für einen christlichen Untergrundtreff.

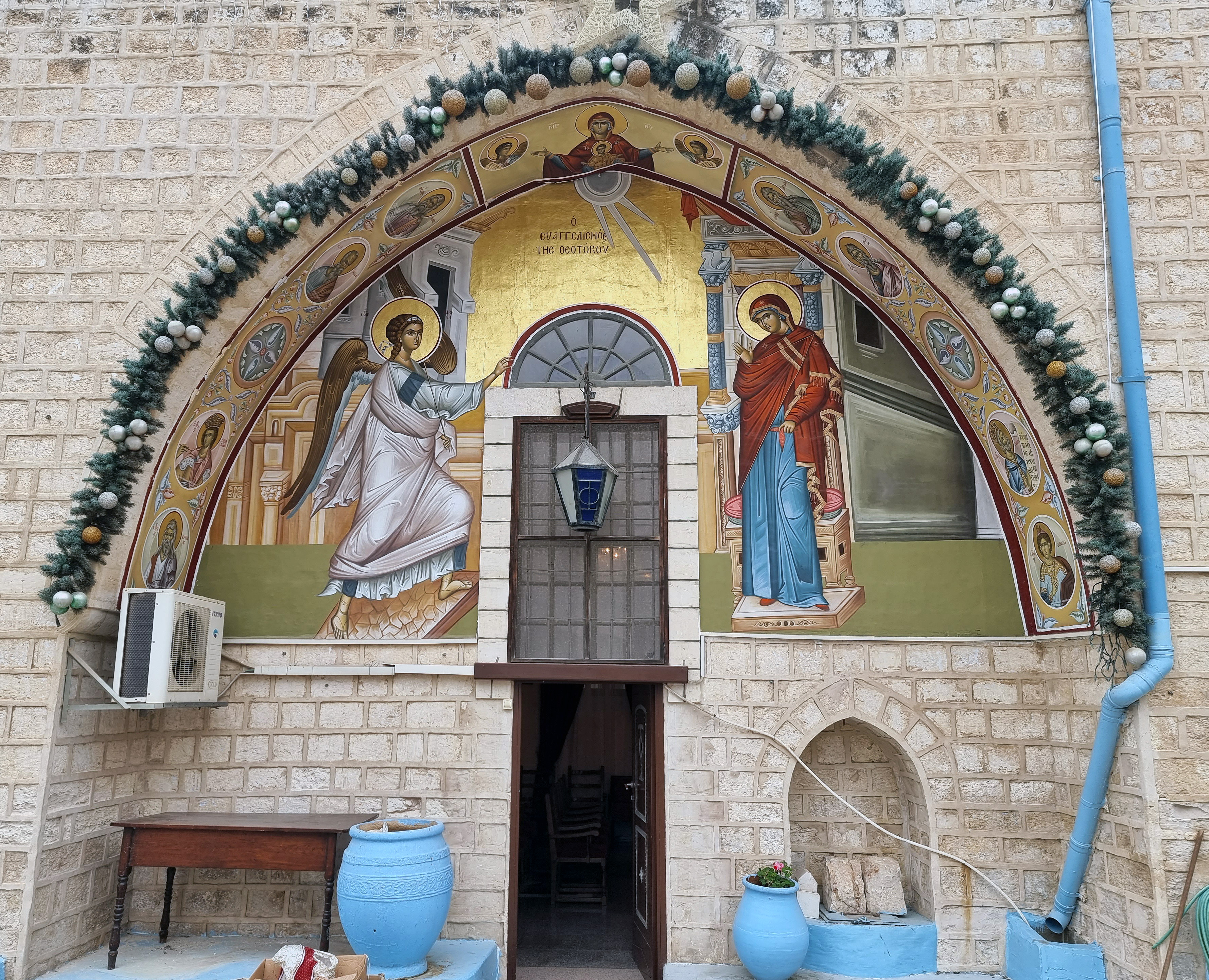
Haupteingang von Osten im Hof des Dair al-Muṭrāniyya ins mittlere der drei Joche, verziert mit Erzengel Gabriel, der Maria von Nazareth die Geburt Jesu verkündigt, 2021

Außer der Metropolitankirche haben im Dair al-Muṭrāniyya jeweils ihren Bereich der kirchliche Gerichtshof (المَحْكَمَةُ الْكَنْسِيَّةُ, DMG al-Maḥkama al-Kansiyya; vor allem zuständig für Fragen des konfessionellen Familienrechts), Dienstwohnungen für Mitarbeiter und Amtsräume der Metropolie sowie im ersten Stock die Residenz des Metropoliten und Exarchen von Ganz Galiläa (arabisch متروبوليت الناصرة وإكسرخوس سائر الجليل, DMG Mitrūbūlīt al-Nāṣira wa-Iksarḫūs sāʾir al-Ǧalīl). Die Nutzfläche des Dair al-Muṭrāniyya wurde 1985 durch Neubauten innerhalb des Komplexes erweitert und die bereits bestehenden Baulichkeiten renoviert. Seit seiner Wahl durch den Heiligen Synod 1991 zum Metropoliten residiert hier Kyriakos (weltlich Andreas Georgopetris; geb. 1945 im korfiotischen Chlomatianá [Χλοματιανά]).
Zu Beginn der 2020er Jahre stellten Baufachleute fest, dass auch die Metropolitankirche einer umfassenden Restaurierung bedarf. Solche finanziellen Aufgaben, wie Stiftungen, Wohltätigkeit, Liegenschaften und Bauunterhalt, obliegen dem von den Parochianen demokratisch gewählten Rat der Orthodoxen Konfession Nazareths (مجلس الطائفة الارثوذكسية-الناصرة, DMG Maǧlis al-Ṭāʾifa al-urṯuḏuksiyya al-Nāṣira), nach Zahl der stimmberechtigten Gemeindeglieder größter seiner Art im Patriarchat. Da die Restaurierungsprojekte (neben der Metropolitankirche wurde auch die Wallfahrtskirche der Verkündigung an die Theotokos seit 2007 restauriert) Millionen Neuer Israelischer Scheqel (NIS) erfordern, hat der Rat ein Team eingerichtet, das weltweit um Spenden wirbt. Die Spendensammler gewannen Großspender aus der Russischen Föderation, neben vielen Stiftern kleinerer Summen.

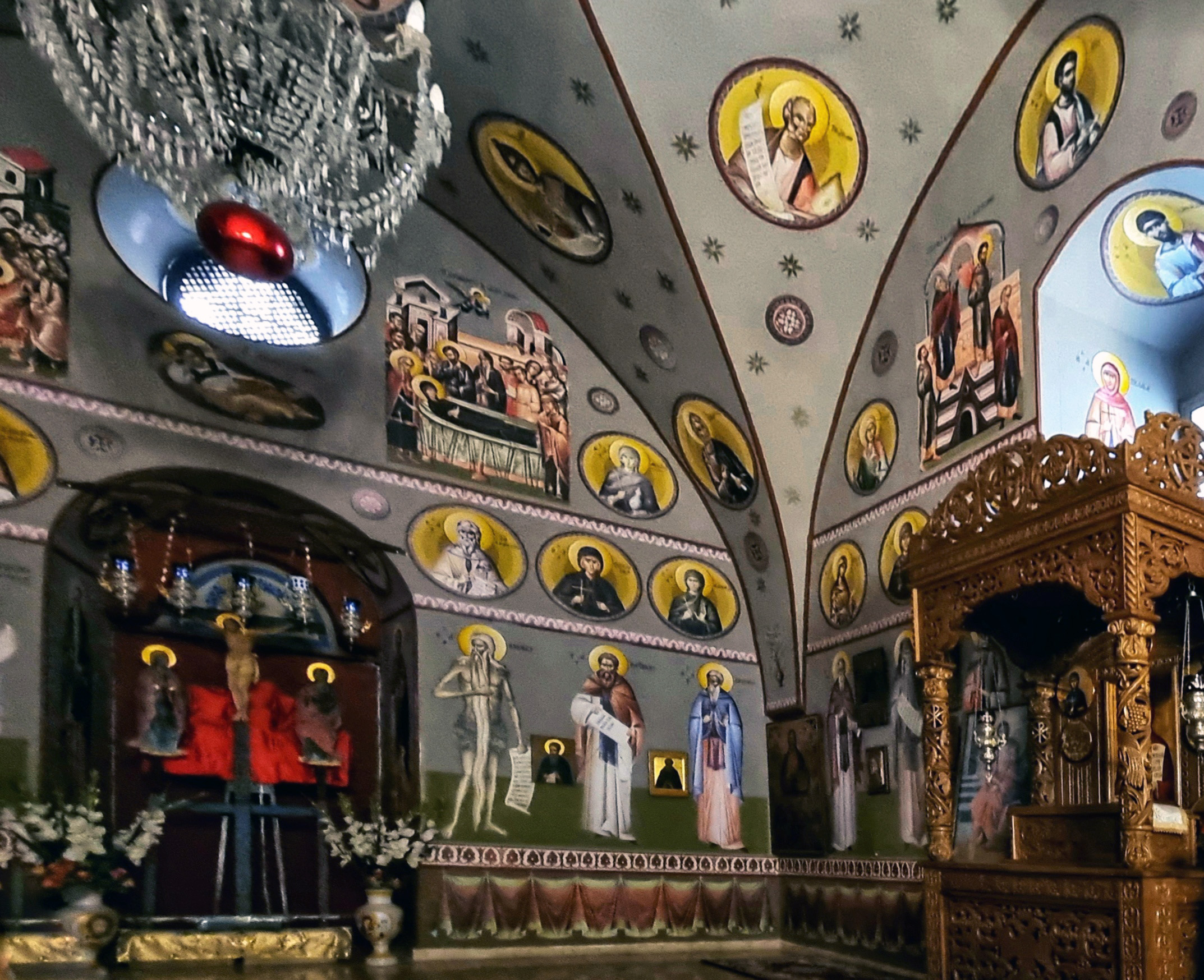
Blick ins südliche Joch, 2021

## Inneres der Kirche

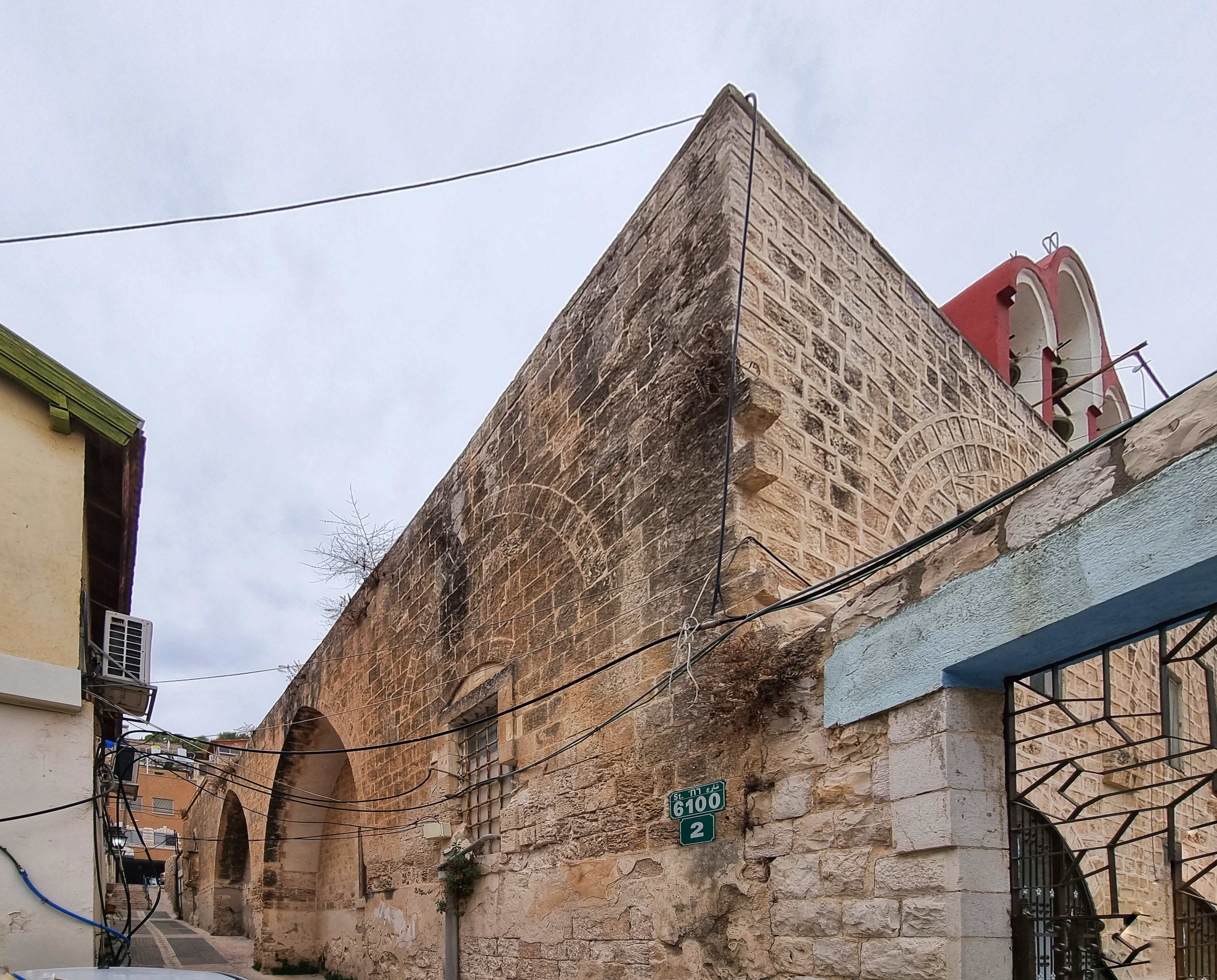
Westwand der Kirche, verdeckt vom steigenden Hang, 2021

Die Metropolitankirche ist mit zehn Meter Breite und 20 Meter Länge eher klein. Das Kirchengebäude ist nicht orientiert, sondern erstreckt sich von Nordwesten nach Südosten. Der Bau umfasst drei kreuzgewölbte Joche. Eine hölzerne Ikonostasis im nördlichen Joch trennt das Allerheiligste vom übrigen Kirchenraum. Das Kreuzgewölbe des mittleren Jochs schmückt ein großes Fresco des Christos Pantokrator über einem prächtigen Kandelaber. Der Bau ist in den nach Norden ansteigenden Hang gebaut. Da die Westwand zugleich die äußere Ummauerung des Dair al-Muṭrāniyya bildet, weist die Metropolitankirche wenige Fenster auf. Zusammen mit dem grauen Grundton der Gewölbeausmalung und der nicht eben üppigen Ausleuchtung vermittelt der Innenraum eine gedämmte Stimmung.

## Pfarreien der Metropolie
Zur Metropolie, die das östliche Galiläa umfasst, zählen sechs Pfarreien mit zehn Kirchen. Die 14 Pfarreien im westlichen Galiläa gehören zur Metropolie Ptolemais. Im Jahre 1948 während des Kriegs um Israels Unabhängigkeit waren unter den arabischen Binnenflüchtlingen, deren 31.000 Personen Zuflucht in Orten Israels fanden, auch orthodoxe Melkiten, welche israelisches Militär und nach dem Krieg zivile Behörden nicht in ihre Heimatorte zurückließen, weshalb die Kirchgänger, welche die Christi-Himmelfahrts- und Prophet-Elija-Kirche im entvölkerten Maʿalul nutzen, von ihren verschiedenen Wohnorten aus anreisen. Im Jahre 2014 zählte die Metropolie 18.000 Getaufte.
- ʿEilaboun (عيلبون, St. Georg)
- Maʿalul (معلول, Christi-Himmelfahrts- und Prophet-Elija-Kirche)
- Migdal haʿEmeq (St. Nikolaos von Myra)
- Nazareth (Metropolitankirche St. Georg)
- Nazareth (Kapelle Mariae Furcht am Berg des Schauders)
- Nazareth (Wallfahrtskirche der Verkündigung an die Theotokos)
- Reina (St. Georg)
- Turʿan (طرعان, St. Georg)
- Yafat al-Nasira (يافة الناصرة, St. Georg)
- Yafat al-Nasira (Kathedrale St. Sabbas[12])